# Trentino Rosa 2015-2016
Questa voce raccoglie le informazioni riguardanti la Trentino Rosa nelle competizioni ufficiali della stagione 2015-2016.

## Stagione
La stagione 2015-16 è per la Trentino Rosa, sponsorizzata dalla Delta Informatica, la seconda consecutiva in Serie A2; in panchina viene confermato Marco Gazzotti, mentre la rosa è completamente rinnovata con le uniche conferme di Giada Marchioron e Ilaria Demichelis: tra gli acquisti quelli di Vittoria Repice, María Segura, Carolina Zardo, Alessandra Guatelli, Ilaria Antonucci e Lorena Zuleta, quest'ultima arriva a stagione in corso, mentre tra le cessioni quelle di Silvia Fondriest, Maria Lamprinidou, Milica Bezarević, Sonia Candi, Alice Martini e Ariana Pîrv.
Il campionato inizia con due sconfitte consecutive, per poi inanellare dalla terza giornata tre successi di fila: dopo uno stop contro il Volley 2002 Forlì, il club di Trento ottiene altre quattro vittorie consecutive, per poi perdere gli ultimi tre incontri del girone di andata, chiudendo all'ottavo posto, qualificandosi per la Coppa Italia di categoria. Nelle prime dieci giornate del girone di ritorno la squadra trentina ottiene nove vittorie e una sola sconfitta, alla diciassettesima giornata contro il Volley Soverato: perde poi le ultime partite della regular season, chiudendo al sesto posto in classifica. Nei quarti di finale dei play-off promozione affronta la Polisportiva Filottrano Pallavolo: dopo aver perso la gara di andata per 3-1 vince con lo stesso punteggio quella di ritorno, venendo ammessa alle semifinali grazie alla vittoria del golden set; nel turno successivo affronta il Volley Soverato che supera in due gare, raggiungendo la finale. Nell'ultimo atto dei play-off viene sconfitta in due gare dalla Pro Victoria.
Grazie all'ottavo posto nel girone di andata della Serie A2 2015-16 la Trentino Rosa partecipa alla Coppa Italia di Serie A2: tuttavia viene eliminata nei quarti di finale a seguito della sconfitta contro il Volley 2002 Forlì per 3-0.

## Organigramma societario
Area direttiva
- Presidente: Roberto Postal
- Vicepresidente: Luciano Tamanini
- Amministrazione: Franco Tonetti, Bonifacio Giudiceandrea

Area organizzativa
- Direttore sportivo: Franco Tonetti, Patrizia Toffolatti
- Responsabile relazioni esterne: Roberto Postal
- Responsabile organizzativo: Gianni Giacomoni, Michele Demonti, Valerio Ferrari

Area tecnica
- Allenatore: Marco Gazzotti
- Allenatore in seconda: Serena Avi
- Scout man: Ismaele Pertile
- Responsabile settore giovanile: Michele Dal Trozzo, Fabrizio Dalprà
- Dirigente accompagnatore: Maurizio Deval, Graziano Pedron

Area comunicazione
- Responsabile comunicazioni: Federico Hornbostel, Massimiliano Moser, Maurizio Era, Paola Bonincontro
- Speaker: Gabriele Biancardi
- Ufficio stampa: Tiziana Celva

Area sanitaria
- Preparatore atletico: Paolo Santorum
- Fisioterapista: Andrzej Palka

## Rosa
| N° | Nome                  | Ruolo | Data di nascita   | Nazionalità sportiva |
| -- | --------------------- | ----- | ----------------- | -------------------- |
| 3  | Giada Marchioron      | S/O   | 1º agosto 1987    | Italia               |
| 4  | Alessandra Guatelli   | S     | 19 maggio 1983    | Italia               |
| 5  | Francesca Michieletto | S     | 10 settembre 1997 | Italia               |
| 6  | Stefania Pistolato    | S     | 9 novembre 1992   | Italia               |
| 7  | Melissa Martinelli    | C     | 23 marzo 1993     | Italia               |
| 8  | Martina Bogatec       | C     | 8 novembre 1991   | Italia               |
| 9  | Ilaria Demichelis     | P     | 27 agosto 1987    | Italia               |
| 10 | Carolina Zardo        | L     | 19 novembre 1992  | Italia               |
| 11 | Vittoria Repice       | C     | 1º giugno 1986    | Italia               |
| 11 | Lorena Zuleta         | C     | 16 gennaio 1981   | Colombia             |
| 13 | Ilaria Antonucci      | S     | 26 giugno 1987    | Italia               |
| 14 | Laura Bortoli         | P     | 9 gennaio 1996    | Italia               |
| 16 | María Segura          | S     | 10 giugno 1992    | Spagna               |

## Mercato
| Acquisti | Acquisti              | Acquisti    | Acquisti   |
| R.       | Nome                  | da          | Modalità   |
| -------- | --------------------- | ----------- | ---------- |
| S        | Ilaria Antonucci      | San Lazzaro | definitivo |
| C        | Martina Bogatec       | ATA Trento  | definitivo |
| P        | Laura Bortoli         | Lizzana     | definitivo |
| S        | Alessandra Guatelli   | Beng Rovigo | definitivo |
| C        | Melissa Martinelli    | Filottrano  | definitivo |
| S        | Francesca Michieletto | Argentario  | definitivo |
| S        | Stefania Pistolato    | ATA Trento  | definitivo |
| C        | Vittoria Repice       | Neruda      | definitivo |
| S        | María Segura          | Hermaea     | definitivo |
| L        | Carolina Zardo        | Beng Rovigo | definitivo |
| C        | Lorena Zuleta         | Astana      | definitivo |

| Cessioni | Cessioni           | Cessioni      | Cessioni   |
| R.       | Nome               | a             | Modalità   |
| -------- | ------------------ | ------------- | ---------- |
| S        | Milica Bezarević   | Pro Victoria  | definitivo |
| C        | Sonia Candi        | Pro Victoria  | definitivo |
| L        | Chiara Candio      | Volano        | definitivo |
| L        | Elisa Cardani      | Pro Victoria  | definitivo |
| C        | Silvia Fondriest   | Busto Arsizio | definitivo |
| C        | Maria Lamprinidou  | AEK Atene     | definitivo |
| C        | Melissa Martinelli | -             | ritirata   |
| S        | Alice Martini      | Vigevano      | definitivo |
| P        | Elisa Morolli      | ATA Trento    | definitivo |
| S        | Teresa Paoloni     | ATA Trento    | definitivo |
| S        | Ariana Pîrv        | Soverato      | definitivo |
| S/O      | Katerina Pučnik    | ?             | definitivo |

## Risultati

### Serie A2

#### Girone di andata
| 1ª giornata - 18 ottobre 2015 PalaSanbapolis, Trento            | Trentino Rosa   | 1 - 3 | Pesaro        | 19-25, 25-20, 27-29, 26-28        |
| 2ª giornata - 25 ottobre 2015 Geopalace, Olbia                  | Hermaea         | 3 - 0 | Trentino Rosa | 25-21, 25-22, 25-22               |
| 3ª giornata - 1º novembre 2015 PalaJacazzi, Aversa              | Libertas Aversa | 2 - 3 | Trentino Rosa | 21-25, 27-25, 28-26, 18-25, 11-15 |
| 4ª giornata - 8 novembre 2015 PalaSanbapolis, Trento            | Trentino Rosa   | 3 - 0 | Soverato      | 25-17, 25-18, 25-17               |
| 5ª giornata - 15 novembre 2015 PalaMaddalene, Chieri            | Chieri '76      | 2 - 3 | Trentino Rosa | 23-25, 25-15, 25-17, 23-25, 9-15  |
| 6ª giornata - 18 novembre 2015 PalaSanbapolis, Trento           | Trentino Rosa   | 1 - 3 | Forlì         | 25-20, 20-25, 20-25, 20-25        |
| 7ª giornata - 21 novembre 2015 PalaSanbapolis, Trento           | Trentino Rosa   | 3 - 0 | Lilliput      | 25-23, 25-13, 25-18               |
| 8ª giornata - 29 novembre 2015 Palazzetto dello Sport, Rovigo   | Beng Rovigo     | 0 - 3 | Trentino Rosa | 13-25, 24-26, 15-25               |
| 9ª giornata - 6 dicembre 2015 PalaSanbapolis, Trento            | Trentino Rosa   | 3 - 0 | Cisterna      | 25-19, 25-18, 25-19               |
| 10ª giornata - 13 dicembre 2015 Palazzetto dello Sport, Caserta | VolAlto Caserta | 2 - 3 | Trentino Rosa | 25-19, 19-25, 25-20, 18-25, 20-22 |
| 11ª giornata - 19 dicembre 2015 PalaSanbapolis, Trento          | Trentino Rosa   | 2 - 3 | Golem         | 28-26, 20-25, 25-18, 23-25, 12-15 |
| 12ª giornata - 22 dicembre 2015 PalaBaldinelli, Osimo           | Filottrano      | 3 - 1 | Trentino Rosa | 23-25, 25-18, 25-21, 25-13        |
| 13ª giornata - 17 gennaio 2016 PalaSanbapolis, Trento           | Trentino Rosa   | 1 - 3 | Pro Victoria  | 25-23, 25-27, 20-25, 20-25        |

#### Girone di ritorno
| 14ª giornata - 24 gennaio 2016 PalaCampanara, Pesaro                     | Pesaro        | 2 - 3 | Trentino Rosa   | 20-25, 25-20, 22-25, 25-16, 15-17 |
| 15ª giornata - 31 gennaio 2016 PalaSanbapolis, Trento                    | Trentino Rosa | 3 - 0 | Hermaea         | 25-16, 25-17, 25-21               |
| 16ª giornata - 7 febbraio 2016 PalaSanbapolis, Trento                    | Trentino Rosa | 3 - 2 | Libertas Aversa | 19-25, 20-25, 25-17, 25-18, 15-7  |
| 17ª giornata - 14 febbraio 2016 PalaScoppa, Soverato                     | Soverato      | 3 - 0 | Trentino Rosa   | 27-25, 25-12, 25-15               |
| 18ª giornata - 21 febbraio 2016 PalaSanbapolis, Trento                   | Trentino Rosa | 3 - 0 | Chieri '76      | 26-24, 25-15, 25-21               |
| 19ª giornata - 24 febbraio 2016 PalaRomiti, Forlì                        | Forlì         | 2 - 3 | Trentino Rosa   | 25-16, 21-25, 26-24, 14-25, 5-15  |
| 20ª giornata - 28 febbraio 2016 Palazzetto dello Sport, Settimo Torinese | Lilliput      | 1 - 3 | Trentino Rosa   | 25-22, 23-25, 22-25, 19-25        |
| 21ª giornata - 6 marzo 2016 PalaSanbapolis, Trento                       | Trentino Rosa | 3 - 0 | Beng Rovigo     | 25-16, 25-23, 25-10               |
| 22ª giornata - 13 marzo 2016 PalaRamadù, Cisterna di Latina              | Cisterna      | 0 - 3 | Trentino Rosa   | 12-25, 25-27, 20-25               |
| 23ª giornata - 26 marzo 2016 PalaSanbapolis, Trento                      | Trentino Rosa | 3 - 2 | VolAlto Caserta | 24-26, 25-16, 25-20, 28-30, 15-4  |
| 24ª giornata - 3 aprile 2016 PalaSurace, Palmi                           | Golem         | 3 - 2 | Trentino Rosa   | 25-23, 25-23, 16-25, 18-25, 15-12 |
| 25ª giornata - 6 aprile 2016 PalaSanbapolis, Trento                      | Trentino Rosa | 2 - 3 | Filottrano      | 20-25, 25-18, 17-25, 25-16, 11-15 |
| 26ª giornata - 10 aprile 2016 Palazzetto dello Sport, Monza              | Pro Victoria  | 3 - 0 | Trentino Rosa   | 25-19, 25-8, 25-17                |

#### Play-off promozione
| Quarti di finale (andata) - 13 aprile 2016 PalaBaldinelli, Osimo   | Filottrano    | 3 - 1 | Trentino Rosa | 26-24, 25-17, 21-25, 26-24                   |
| Quarti di finale (ritorno) - 17 aprile 2016 PalaSanbapolis, Trento | Trentino Rosa | 3 - 1 | Filottrano    | 25-21, 25-22, 22-25, 25-22 Golden set: 17-15 |
| Semifinali (gara 1) - 20 aprile 2016 PalaMilone, Crotone           | Soverato      | 2 - 3 | Trentino Rosa | 22-25, 26-24, 14-25, 25-20, 13-15            |
| Semifinali (gara 2) - 23 aprile 2016 PalaTrento, Trento            | Trentino Rosa | 3 - 0 | Soverato      | 30-28, 25-19, 25-18                          |
| Finale (gara 1) - 1º maggio 2016 Palazzetto dello Sport, Monza     | Pro Victoria  | 3 - 1 | Trentino Rosa | 25-13, 21-25, 25-21, 25-23                   |
| Finale (gara 2) - 4 maggio 2016 PalaTrento, Trento                 | Trentino Rosa | 0 - 3 | Pro Victoria  | 19-25, 23-25, 19-25                          |

### Coppa Italia di Serie A2

#### Fase a eliminazione diretta
| Quarti di finale - 27 gennaio 2016 PalaRomiti, Forlì | Forlì | 3 - 0 | Trentino Rosa | 25-19, 25-13, 25-19 |

## Statistiche

### Statistiche di squadra
| Competizione             | Punti | In casa | In casa | In casa | In trasferta | In trasferta | In trasferta | Totale | Totale | Totale |
| Competizione             | Punti | G       | V       | P       | G            | V            | P            | G      | V      | P      |
| ------------------------ | ----- | ------- | ------- | ------- | ------------ | ------------ | ------------ | ------ | ------ | ------ |
| Serie A2                 | 44    | 16      | 10      | 6       | 16           | 9            | 7            | 32     | 19     | 13     |
| Coppa Italia di Serie A2 | -     | -       | -       | -       | 1            | 0            | 1            | 1      | 0      | 1      |
| Totale                   | -     | 16      | 10      | 6       | 17           | 9            | 8            | 33     | 19     | 14     |

G = partite giocate; V = partite vinte; P = partite perse

### Statistiche dei giocatori
| Giocatore      | Serie A2 | Serie A2 | Serie A2 | Serie A2 | Serie A2 | Coppa Italia di Serie A2 | Coppa Italia di Serie A2 | Coppa Italia di Serie A2 | Coppa Italia di Serie A2 | Coppa Italia di Serie A2 | Totale | Totale | Totale | Totale | Totale |
| Giocatore      | P        | PT       | AV       | MV       | BV       | P                        | PT                       | AV                       | MV                       | BV                       | P      | PT     | AV     | MV     | BV     |
| -------------- | -------- | -------- | -------- | -------- | -------- | ------------------------ | ------------------------ | ------------------------ | ------------------------ | ------------------------ | ------ | ------ | ------ | ------ | ------ |
| I. Antonucci   | 25       | 120      | ?        | ?        | ?        | 0                        | 0                        | 0                        | 0                        | 0                        | 25     | 120    | ?      | ?      | ?      |
| M. Bogatec     | 19       | 102      | ?        | ?        | ?        | 1                        | 1                        | 1                        | 0                        | 0                        | 20     | 103    | ?      | ?      | ?      |
| L. Bortoli     | 18       | 7        | ?        | ?        | ?        | 1                        | 1                        | 0                        | 1                        | 0                        | 19     | 8      | ?      | ?      | ?      |
| I. Demichelis  | 31       | 67       | ?        | ?        | ?        | 1                        | 0                        | 0                        | 0                        | 0                        | 32     | 67     | ?      | ?      | ?      |
| L. Zuleta      | 18       | 166      | ?        | ?        | ?        | 1                        | 7                        | 5                        | 2                        | 0                        | 19     | 173    | ?      | ?      | ?      |
| A. Guatelli    | 32       | 325      | ?        | ?        | ?        | 1                        | 4                        | 4                        | 0                        | 0                        | 33     | 329    | ?      | ?      | ?      |
| G. Marchioron  | 21       | 285      | ?        | ?        | ?        | 1                        | 8                        | 8                        | 0                        | 0                        | 22     | 293    | ?      | ?      | ?      |
| M. Martinelli  | 2        | 19       | ?        | ?        | ?        | -                        | -                        | -                        | -                        | -                        | 2      | 19     | ?      | ?      | ?      |
| F. Michieletto | 26       | 70       | ?        | ?        | ?        | 1                        | 1                        | 0                        | 0                        | 1                        | 27     | 71     | ?      | ?      | ?      |
| S. Pistolato   | 20       | 32       | ?        | ?        | ?        | 1                        | 1                        | 1                        | 0                        | 0                        | 21     | 33     | ?      | ?      | ?      |
| V. Repice      | 31       | 378      | ?        | ?        | ?        | 1                        | 3                        | 3                        | 0                        | 0                        | 32     | 381    | ?      | ?      | ?      |
| M. Segura      | 31       | 471      | ?        | ?        | ?        | 1                        | 10                       | 8                        | 0                        | 2                        | 32     | 481    | ?      | ?      | ?      |
| C. Zardo       | 32       | -        | -        | -        | -        | 1                        | -                        | -                        | -                        | -                        | 33     | -      | -      | -      | -      |

P = presenze; PT = punti totali; AV = attacchi vincenti; MV = muri vincenti; BV = battute vincenti